# António Maria da Silva
Pour les articles homonymes, voir Antonio Silva et Silva.
António Maria da Silva, (ɐtɔniu mɐɾiɐ dɐ siɫvɐ), né le 26 mai 1872 et mort le 14 octobre 1950 à Lisbonne, est un homme d'État portugais.

## Biographie
Ingénieur, il est un membre éminent du Parti républicain portugais. Il est Premier ministre (Président du Conseil des ministres) quatre fois, au cours de la Première République portugaise. Après la victoire de son parti aux élections législatives du 8 novembre 1925, il est invité à former le gouvernement. Il mène une grande campagne contre le président Manuel Teixeira Gomes, qu'il contraint à démissionner. Il est le dernier Premier ministre de la 1re République, démissionnant deux jours après la soulèvement militaire du 28 mai 1926.